# Amathuxidia iamos
Amathuxidia iamos är en fjärilsart som beskrevs av Brooks 1937. Amathuxidia iamos ingår i släktet Amathuxidia och familjen praktfjärilar. Inga underarter finns listade i Catalogue of Life.